# Herur, Hungund
Herur là một làng thuộc tehsil Hungund, huyện Bagalkot, bang Karnataka, Ấn Độ.